# Dopingautoriteit
De Dopingautoriteit is de nationale antidopingorganisatie van Nederland, verantwoordelijk voor het bestrijden van doping in de sport. Als zelfstandig bestuursorgaan heeft de Dopingautoriteit als taak het dopingcontroleproces uit te voeren, het verzamelen en onderzoeken van informatie over mogelijke overtredingen van een dopingreglement en het geven van voorlichting over doping. Daarnaast richt de Dopingautoriteit zich op het bestrijden van doping in fitness en bodybuilding door middel van voorlichting en onderzoek.

## Wettelijke taken
De Dopingautoriteit is een zelfstandig bestuursorgaan, opgericht op 1 januari 2019. De oprichting vond plaats met de invoering van de Wet uitvoering antidopingbeleid (Wuab). De Wuab geeft de Dopingautoriteit de wettelijke grondslag voor het uitvoering van de taken.
De Dopingautoriteit heeft als wettelijke taken:
- Het bestrijden van doping in de sport.
- Het uitvoeren van het dopingcontroleproces:
  - Het beoordelen van verzoeken tot dispensatie, alsmede het verlenen van dispensatie.
  - Het nemen van besluiten over de samenstelling van de topsportgroep.
  - Het selecteren en aanwijzen van de personen bij wie lichaamsmonsters zullen worden afgenomen.
  - Het afnemen, verzamelen en analyseren van lichaamsmonsters.
  - Het beheren van de resultaten van het laboratoriumonderzoek.
  - Het deelnemen aan tuchtrechtelijke procedures.
- Het verzamelen en onderzoeken van informatie over mogelijke overtredingen van een dopingreglement.
- Het geven van voorlichting over doping.
- Andere door het Ministerie van Volksgezondheid, Welzijn en Sport opgedragen taken die verband houden met het bestrijden van toepassing van doping in de sport.

De taken worden uitgevoerd in overeenstemming met de Wereld Anti-Doping Code van het World Anti-Doping Agency (WADA) en voldoet onder andere aan de eisen op het gebied van institutionele onafhankelijkheid. Voor de uitvoering werkt de Dopingautoriteit samen met vele nationale en internationale organisaties.

## Geschiedenis
De voorloper van het zelfstandig bestuursorgaan Dopingautoriteit was de Stichting Anti-Doping Autoriteit Nederland. Deze stichting ontstond uit de fusie van het Nederlands Centrum voor Dopingvraagstukken (NeCeDo) en Doping Controle Nederland (DoCoNed).

### NeCeDo (1989)
In 1989 startte de Stichting Nederlands Centrum voor Dopingvraagstukken, afgekort NeCeDo, als een van de eerste zelfstandige anti-dopingorganisaties ter wereld. NeCeDo was een beleid ontwikkelende en adviserende instantie voor nationale en internationale aangelegenheden op het gebied van doping. De organisatie richtte zich vooral op preventie van dopinggebruik.

### DoCoNed (1999)
Na de `Tour de Dopage` van 1998 drong wereldwijd het besef door dat er meer en hardere maatregelen nodig waren om het dopinggebruik in het wielrennen en in de sport in het algemeen terug te dringen. Ook Nederland besloot om een onafhankelijk nationaal controleprogramma toe te voegen aan het reeds bestaande preventieprogramma van het NeCeDo. Dit leidde tot de oprichting van de Stichting Doping Controle Nederland (DoCoNed) in 1999. DoCoNed kreeg de verantwoordelijkheid voor het uitvoeren van dopingcontroles in Nederland.

### Stichting Anti-Doping Autoriteit Nederland (2006)
Vanwege de grote verwantschap tussen NeCeDo en DoCoNed vond op 22 juni 2006 een fusie tussen de twee organisaties plaats. Samen gingen ze verder als Stichting Anti-Doping Autoriteit Nederland, kortweg Dopingautoriteit. Vanaf 1 januari 2019 ging de Dopingautoriteit verder als een zelfstandig bestuursorgaan. 